# Pedro José Ribeiro de Menezes
Pedro José Ribeiro de Menezes (* 1939) ist ein portugiesischer Diplomat im Ruhestand. Er ist Vater des Diplomaten Francisco Ribeiro de Menezes und des Historikers Filipe Ribeiro de Meneses.
Sein Nachname Menezes ist seit der portugiesischen Rechtschreibreform von 1911 eigentlich Meneses zu schreiben, wird aber häufig noch als Menezes von den Familienmitgliedern weitergeführt, so auch von Pedro José Ribeiro de Menezes. So sind in Presse und Dokumenten zuweilen beide Schreibweisen zu finden.

## Leben
Menezes begann seine diplomatische Laufbahn in den 1960er Jahren, noch zu Zeiten der Estado Novo-Diktatur und damit vor dem tiefgreifenden Wandel im Land nach der Nelkenrevolution 1974. Dank des pragmatischen Neuanfangs des neuen demokratischen Außenministers Mário Soares, der 1974 den Apparat der Portugiesischen Außenpolitik personell weitgehend unverändert ließ, setzte auch Menezes seine diplomatische Laufbahn unbehelligt fort.
In einem Interview der Zeitung Público im Herbst 2011 zählte er einige besondere Momente seiner Laufbahn auf, darunter Szenen während der Pariser Mai-Unruhen 1968 vor der portugiesischen Botschaft, wo er seinen ersten diplomatischen Auslandsdienst angetreten hatte, die schwierige Eröffnung der Portugiesischen Botschaft in Guinea-Bissau 1974 nach dem Ende des blutigen Portugiesischen Kolonialkriegs dort, und seine Mitarbeit beim Aufbau einer neuen Ständigen Vertretung Portugals in Brüssel vor dem Beitritt 1986 zur damaligen Europäische Wirtschaftsgemeinschaft (heute EU). Auch seine direkt vorhergegangene Zeit an der Portugiesischen Botschaft in Washington, wo die Familie mit der Abreise des Sohnes Francisco 1983 zum Studium nach Lissabon erstmals auseinandergerissen wurde, beschrieb er als tiefen Einschnitt.
1988 wurde Menezes erstmals hauptverantwortlicher Botschafter, als er zum Portugiesischen Botschafter in Irland berufen wurde. Nach zwei Jahren wurde er ins Außenministerium Portugals nach Lissabon zurück beordert, wo er Generaldirektor der außenpolitische Hauptabteilung wurde (Direcção-Geral de Política Externa).
1993 folgte seine Berufung zum Portugiesischer Botschafter in Brasilien, bis er 1997 wieder ins Außenministerium gerufen wurde, wo er das Generalsekretariat des Außenministers Jaime Gama leitete. Menezes war Gamas Wunschkandidat, die beiden hatten bereits im Außenministerium eine Zeit zusammengearbeitet, zwischen Menezes` Zeit in den USA und dem Neuaufbau der Ständigen Vertretung in Brüssel.
Ab 2000 war Menezes Portugiesischer Botschafter beim Heiligen Stuhl, bis er 2004 in den Ruhestand wechselte.

## Auszeichnungen (Auswahl)
- 1985: Portugiesischer Christusorden (Komtur)
- 1993: Portugiesischer Verdienstorden (Großkreuz)
- 1999: Verdienstorden der Bundesrepublik Deutschland (Großkreuz)
- 2000: Portugiesischer Christusorden (Großkreuz)[2]